# Nargaroth
Nargaroth is een Duits blackmetalproject, opgericht in 1996 in Eilenburg, Saksen (deelstaat).

## Biografie
Het exacte jaar van oprichting was lang voer voor discussie door diverse tegenstrijdige interviews, en het feit dat hun eerste studioalbum pas in 1999 uitkwam. Tegenwoordig wordt gecommuniceerd dat Nargaroth in 1996 werd opgericht.
Nargaroth kende doorheen de jaren diverse bezettingen. De eerste bezetting bestond uit Ash (toen nog als Kanwulf), Charoon en Darken. Tegenwoordig is Ash, die in 2007 stopte met het gebruiken van zijn pseudoniem Kanwulf, het enige lid van Nargaroth. Live wordt hij bijgestaan door Beliath, Vharst en Pavulon. Nargaroth speelt black metal in de typische stijl van Burzum's Filosofem. Veel eentonige herhalingen met droevige melodieën en af en toe keyboardondersteuning.
In 2001 bracht de band het album "Black Metal Ist Krieg (A Dedication Monument)" uit. De titel is een verwijzing naar de stormvloed aan nieuwe bands die volgens Kanwulf wel black metal spelen, maar er niet naar leven. Het zijn als het ware bands die alleen uit winstbejag spelen, omdat het momenteel 'in' is. Het album was ook een eerbetoon aan oude bands, zoals Azhubham Haani, Burzum, Immortal, Lord Foul, Mayhem, Moonblood, Possessed en Root, met diverse gecoverde nummers van deze bands. Opvallend aan het album was verder de titeltrack, die voor Nargaroth ongewoon hard en agressief was.
Na Black Metal ist Krieg volgde nog twee atmosferische ep's en een volledig album. Op de laatste paar albums, "Prosatanica Shooting Angels" en "Semper Fidelis", verlaat Nargaroth gedeeltelijk de oude stijl door ook snelle, agressieve passages met blastbeats te spelen.
In 2022 tekende Nargaroth bij het Franse label Season of Mist, dat de catalogus heruitbracht. Via een videoboodschap kondigde Ash ook aan dat hij bezig was met het opnemen van een nieuw album. Wanneer dit album uitkomt is nog niet bekend.

## Bezetting

### Huidige bezetting
- Rene "Ash" Wagner - Alles

#### Live-bezetting
- Balioth - Gitaren
- Vharst - Gitaren
- Pavulon - Drums

### Vroegere bandleden
- Charoon - Gitarist 1998-2004
- L'hiver - sessiedrummer 1998-1999
- Butcher - sessiedrummer 2001 op "Black Metal ist Krieg"
- Occulta Mors - sessiedrummer 2001-2002

## Discografie

### Studioalbums, live-albums en compilaties
- 1999: Herbstleyd
- 2000: Amarok (compilatie)
- 2001: Black Metal Ist Krieg (A Dedication Monument)
- 2003: Geliebte des Regens
- 2004: Crushing Some Belgian Scum (live)
- 2005: Prosatanica Shooting Angels
- 2007: Semper Fidelis
- 2009 :Jahreszeiten
- 2011: Spectral Visions of Mental Warfare
- 2017: Era of Threnody

### Ep's, splits en singles
- 2001: split met Apolokia, Decayed en Godless North "Black Metal Endsieg II"
- 2002: Rasluka Part II
- 2004: Rasluka Part I

### Demo's
- 1998: Orke
- 1998: Herbstleyd
- 2000: Fuck Off Nowadays Black Metal